# École polytechnique de Milan
Pour les articles homonymes, voir École polytechnique.
 (juin 2020).
Si vous disposez d'ouvrages ou d'articles de référence ou si vous connaissez des sites web de qualité traitant du thème abordé ici, merci de compléter l'article en donnant les références utiles à sa vérifiabilité et en les liant à la section « Notes et références ».

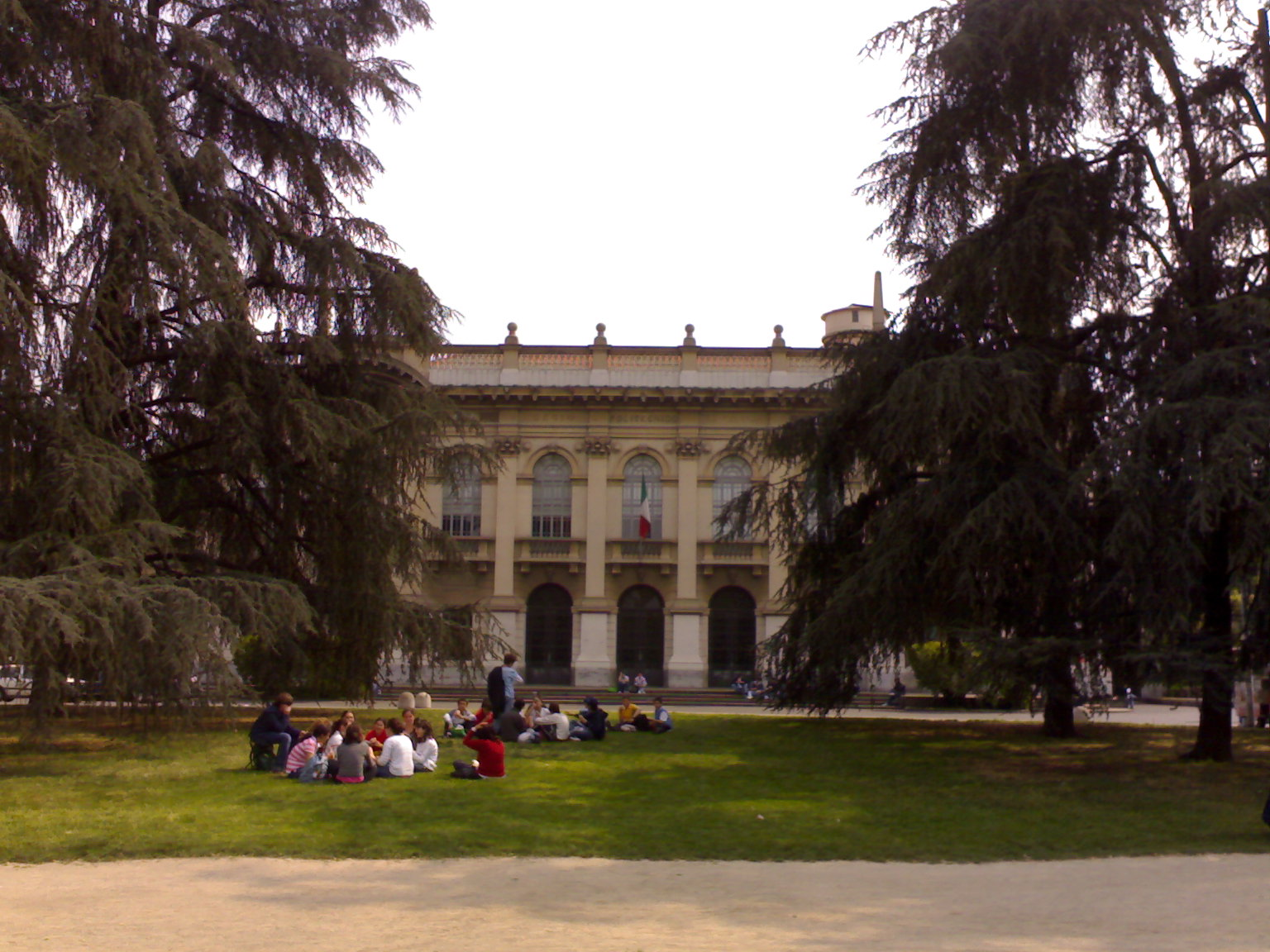
Façade du Politecnico di Milano.

Le Politecnico di Milano — dont la traduction littérale française est École polytechnique de Milan — est une  école d'ingénieurs italienne, située à Milan, consacrée aux sciences, à la technologie, à l'architecture et au design. L’école a été fondée en 1863 et compte à la rentrée 2023, plus de 47 000 étudiants ce qui fait d'elle la plus grande université technique d'Italie et l'une des plus importantes d'Europe.    

## Histoire
L’école Politecnico di Milano a été fondée le 29 novembre 1863 à l'initiative du professeur Francesco Brioschi, alors secrétaire d'état à l’instruction publique. La première promotion comptait 25 élèves-ingénieurs diplômés. Cette école a formé le prix Nobel de chimie italien, le professeur Giulio Natta. Son siège historique était rue del Vecchio Politecnico.

## Admission et organisation des études
L’école a pour but de former des ingénieurs, des architectes et des dessinateurs industriels. Elle délivre des diplômes académiques. Son siège actuel se trouve place Léonard-de-Vinci (dans la zone Città studi), mais il existe d'autres sites à Milan, Lecco, Mantoue et Plaisance.

## Formations
L'université est divisée en 4 écoles :
- École d'ingénierie industrielle et de l'information
- École d'architecture, d'urbanisme et de génie de la construction
- École d'ingénierie civile, environnementale et de gestion des terres
- École de design

Depuis l'année académique 2000 - 2001 et l'adoption du processus de Bologne, les études sont organisées selon le système LMD ou "3+2". À l’issue des trois premières années, les étudiants obtiennent un titre de premier cycle appelé "Laurea Triennale" (équivalent d'un Bachelor of Science) puis après deux années supplémentaires, un titre de deuxième cycle appelé "Laurea Magistrale" (équivalent d'un Master of Science). La plupart des formations de premier cycle (Laurea Triennale) sont dispensées en italien alors que la plupart des formations de second cycle (Laurea Magistrale) sont dispensées en anglais.
Voici une liste des formations proposées par le Politecnico di Milano à la rentrée 2023 - 2024 : 
26 Laurea (Bachelor of Science) :
- Aerospace Engineering
- Architectural Design
- Automation Engineering
- Biomedical Engineering
- Building and Construction Engineering
- Chemical Engineering
- Civil Engineering
- Civil Engineering for Risk Mitigation
- Communication Design
- Electronic Engineering
- Energy Engineering
- Engineering of Computing Systems
- Environmental and Land Planning Engineering
- Fashion Design
- Industrial Production Engineering
- Interior Design
- Management and Production Engineering
- Materials and Nonotechnology Engineering
- Mathematical Engineering
- Machanical Engineering
- Physics Engineering
- Product Design
- Urban Planning: Cities, Environment and Landscapes

47 Laurea Magistrale (Master of Science) :
- Aeronautical Engineering
- Agricultural Engineering
- Architectural Design and History
- Architecture - Building Architecture
- Architecture - Built Environment Interiors
- Architecture and Urban Design
- Automation and Control Engineering
- Biomedical Engineering
- Building and Architectural Engineering
- Building Engineering
- Building Engineering / Architecture
- Chemical Engineering
- Civil Engineering
- Civil Engineering for Risk Mitigation
- Communication Design
- Computer Science and Engineering
- Design and Engineering
- Design for the Fashion System
- Digital and Interaction Design
- Electrical Engineering
- Electronics Engineering
- Energy Engineering
- Engineering Physics
- Environmental and Land Planning Engineering
- Food Engineering
- Geoinformatics Engineering
- Health Informatics
- High Performance Computing Engineering
- Integrated Product Design
- Interior and Spatial Design
- Landscape Architecture
- Management Engineering
- Management of Built Environment
- Materials Engineering and Nanotechnology
- Mathematical Engineering
- Mechanical Engineering
- Mobility Engineering
- Music and Acoustic Engineering
- Nuclear Engineering
- Product Service System Design
- Safety and Prevention Engineering in the Process Industry
- Space Engineering
- Sustainable Architecture and Landscape Design
- Telecommunication Engineering
- Urban Planning and Policy Design

## Élèves renommés
- Andrea Accomazzo, scientifique
- Gae Aulenti, architecte
- Rossana Balduzzi Gastini, femme de lettres et architecte
- Mario Bellini, architecte et designer
- Cini Boeri, designer
- Paolo Caccia Dominioni di Sillavengo, écrivain
- Paola Cappellaro, ingénieure
- Cinzia Casiraghi, physicienne
- Anna Castelli Ferrieri, architecte, urbaniste et designer
- Achille Castiglioni, architecte
- Luigi Comencini, cinéaste
- Gabriella Crespi, designer
- Giordano Forti, architecte
- Gualtiero Galmanini, architecte
- Carlo Emilio Gadda, écrivain
- Alessandro Mendini, architecte et designer
- Giulio Natta, chimiste, prix Nobel de chimie en 1963
- Renzo Piano, architecte
- Giovanni Battista Pirelli, chimiste et ingénieur
- Gio Ponti, architecte
- Carlo Purassanta (1996), président de Microsoft France à partir de septembre 2017[5]
- Ernesto Nathan Rogers, architecte
- Aldo Rossi, architecte
- Saul Steinberg, dessinateur et illustrateur de presse au New Yorker
- Giuseppe Terragni, architecte
- Tvboy, artiste italien.